# Aatsinginjärvi
Aatsinginjärvi består av fyra delsjöar, Yläjärvi, Kotajärvi Kotijärvi Alajärvi, är en sjö (sjöar) i kommunen Salla i landskapet Lappland i Finland. Sjön ligger 187,2 meter över havet. Den är 13 meter djup. Arean är 48 hektar och strandlinjen är 8,12 kilometer lång. Sjön  ingår i Kemi älvs huvudavrinningsområde.   Den ligger omkring 150 kilometer öster om Rovaniemi och omkring 770 kilometer norr om Helsingfors. 